# Prîkladnîkî, Zaricine
Prîkladnîkî (în ucraineană Прикладники) este un sat în comuna Senciîți din raionul Zaricine, regiunea Rivne, Ucraina.

## Demografie
Componența lingvistică a localității Prîkladnîkî
     Ucraineană (99,27%)
     Alte limbi (0,74%)
Conform recensământului din 2001, majoritatea populației localității Prîkladnîkî era vorbitoare de ucraineană (99,27%), existând în minoritate și vorbitori de alte limbi.